# Nela (Fluss)

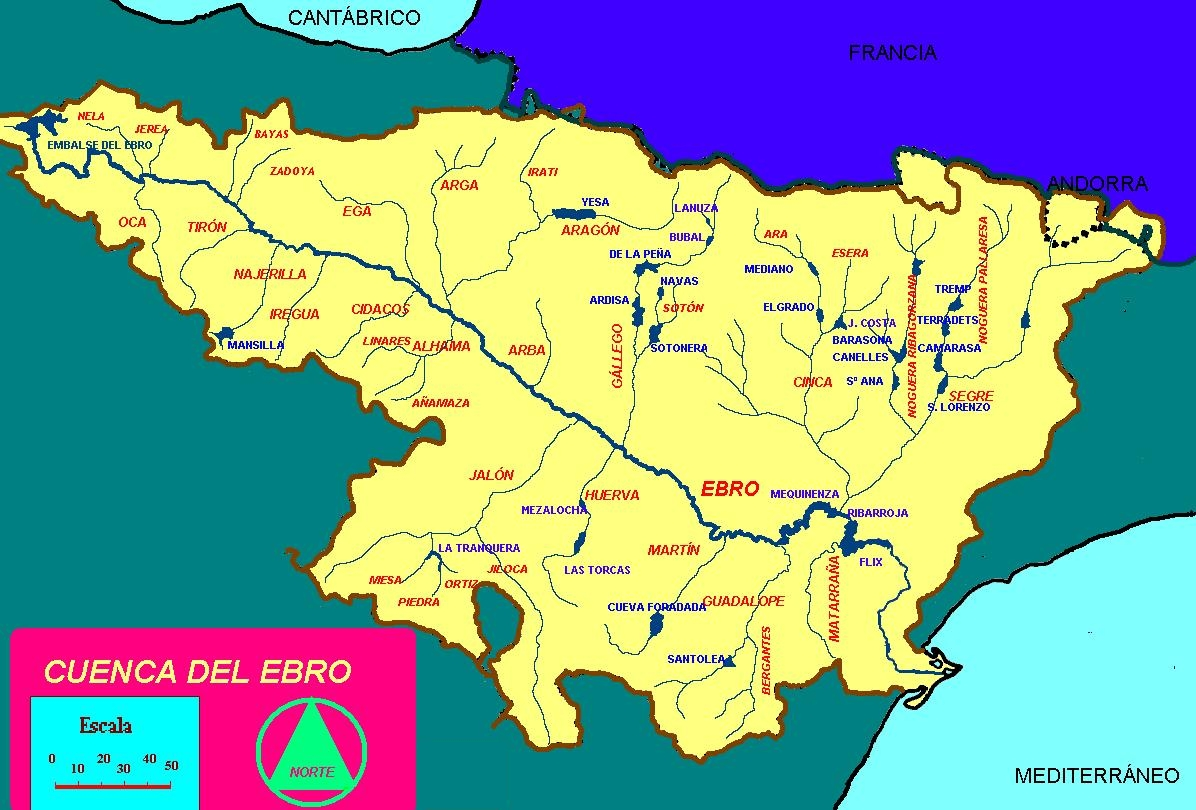
Flusssystem des Ebro

Der 75 Kilometer lange Río Nela in der Provinz Burgos in der Autonomen Region Kastilien-León ist der erste größere Nebenfluss des Ebro. Er entspringt auf der Südseite des Kantabrischen Küstengebirges nahe der Grenze zur Autonomen Gemeinschaft Kantabrien und mündet schließlich etwa 500 Meter südlich der Kleinstadt Trespaderne von Norden in den Ebro.

## Orte
Wegen der Überschwemmungsgefahr nach Gewittern oder bei Dauerregen halten die meisten Orte an seinem Unterlauf einen Abstand von mindestens 200 Metern. Größere Orte sind Trespaderne, Nofuentes, Medina de Pomar, Puentedey, Pedrosa de Valdeporres

## Nebenflüsse
Linke NebenflüsseRío Trueba, Río Trema, Río Engaña
Rechte NebenflüsseTorriente

## Sehenswürdigkeiten
In der altkastilischen Stadt Medina de Pomar befinden sich mehrere historische Bauwerke aus der Zeit des 13. bis ins 16./17. Jahrhundert. Im Ort Puentedey hat der Fluss eine Felswand unterspült, so dass eine natürliche Brücke entstand.

## Sonstiges
Der Oberlauf des Río Nela eignet sich gut als Revier für Angler (v. a. Forellen).